# Diadelia guineensis
Diadelia guineensis là một loài bọ cánh cứng trong họ Cerambycidae.